# Municipio de Ruth C Rural
El municipio de Ruth C Rural (en inglés: Ruth C Rural Township) es un municipio ubicado en el condado de Stone en el estado estadounidense de Misuri. En el año 2010 tenía una población de 528 habitantes y una densidad poblacional de 49,92 personas por km².

## Geografía
El municipio de Ruth C Rural se encuentra ubicado en las coordenadas 36°38′50″N 93°20′40″O / 36.64722, -93.34444. Según la Oficina del Censo de los Estados Unidos, el municipio tiene una superficie total de 10.58 km², de la cual 7,26 km² corresponden a tierra firme y (31,32 %) 3,31 km² es agua.

## Demografía
Según el censo de 2010, había 528 personas residiendo en el municipio de Ruth C Rural. La densidad de población era de 49,92 hab./km². De los 528 habitantes, el municipio de Ruth C Rural estaba compuesto por el 96,4 % blancos, el 1,33 % eran amerindios, el 0,19 % eran asiáticos, el 0,57 % eran de otras razas y el 1,52 % eran de una mezcla de razas. Del total de la población el 2,08 % eran hispanos o latinos de cualquier raza.